# Trompe-la-balle
Trompe-la-balle est une comédie-vaudeville en 1 acte d'Eugène Labiche, représentée pour la 1re fois à Paris au Théâtre du Palais-Royal le 8 avril 1849.
Auguste Lefranc a collaboré à l'écriture.

## Distribution
| Acteurs et actrices ayant créé les rôles   |                   |
| Personnage                                 | Acteur ou actrice |
| Blanchard, dit Trompe-la-Balle, brigadier  | Leménil           |
| Émile Blanchard, son fils, sous-lieutenant | M. Berger         |
| Crémuffendorf, adjudant                    | Grassot           |
| Thérèse                                    | Scriwaneck        |